# Aeródromo de Requena

i8
i11
i13
Der spanische Flugplatz Aeródromo de Requena (ICAO-Code: LERE) liegt rund sechs Kilometer östlich der Stadt Requena in der Comarca Requena–Utiel, Provinz Valencia, an der Autobahn A3.
Am Flugplatz befindet sich ein Vorfeld mit Hangaranlage, Flugschule und Restaurant sowie eine Tankstelle mit AVGAS 100LL, JET A1 und GAS95. Die Ursprünge des Flugplatzes Requena stammen aus der Zeit des spanischen Bürgerkrieges. Aktuell gehört der Flugplatz der valencianischen Firma Airpull Aviation und wird von dieser betrieben.
Im Jahre 2021 wurden hunderte von Flüge von insgesamt 8215 Flugstunden registriert, ein Rekord für den Flugplatz. 

## Einrichtungen
Das Flugfeld verfügt über die Flugschule, Airpull Aviation Academy, und ein Flugzeugwartungszentrum, Dédalo Aviación. Außerdem besitzt der Flugplatz ein Restaurant und Zimmer.

## Flugschule
Airpull Aviation Academy ist eine hier ansässige Flugschule. Die Schule bietet Flugausbildungsprogramme an, die von der Grundausbildung bis hin zur Berufspilotenausbildung reichen.